# Thryssa hamiltonii
Thryssa hamiltonii es una especie de pez del género Thryssa, familia Engraulidae, orden Clupeiformes. Fue descrita científicamente por Gray en 1835.
Es una especie inofensiva para el ser humano y posee un gran valor comercial.

## Descripción
La longitud estándar es de 27 centímetros. Puede vivir hasta 4 años.

## Distribución y hábitat
Se distribuye por el Indo-Pacífico: el Golfo Pérsico hasta Birmania, Andamán y Penang; Taiwán, las costas del norte de Australia y Papúa Nueva Guinea, Sarawak y posiblemente en las Filipinas. Habita en zonas costeras donde puede alcanzar los 13 metros de profundidad.